# Juba (Tanz)

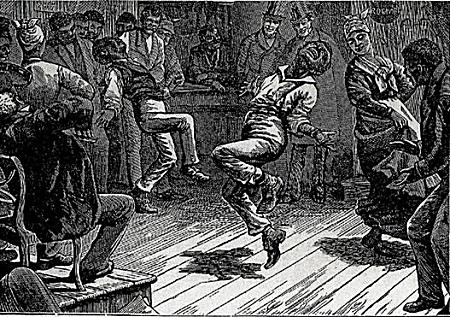
William Henry Lane ("Master Juba") tanzt in New York (1842)

Juba, auch bekannt als Hambone oder Giouba war ursprünglich ein Plantagentanz in der Karibik, im Süden der Vereinigten Staaten und in Niederländisch-Guayana, erdacht und entwickelt im 19. Jahrhundert von westafrikanischen Sklaven, die während ihrer Versammlungen bei Strafandrohung keine Trommeln benutzen durften. Stattdessen nutzten sie auf den Plantagen den Körper als Rhythmusinstrument und Kommunikationsmittel. Dies beinhaltete Stampfen, Klatschen und Schlagen oder Klopfen auf Arme, Beine, Brust und Backen, um damit verschiedene komplexe Rhythmen zu erzeugen. Begleitet wurden diese auch von Reimen. Hier ein Beispiel namens „Juba Juba“:
Juba dis and Juba dat,
and Juba killed da yellow cat,
You sift the meal and ya gimme the husk,
you bake the bread and ya gimme the crust,
you eat the meat and ya gimme the skin,
and that's the way,
my mama's troubles begin
Juba Dance verbreitete sich vor allem in Niederländisch-Guyana, der Karibik und in den amerikanischen Südstaaten. Erst mit den Minstrel Shows wurden der Tanz und die Musik etwas bekannter, auch wenn dadurch ein eher stereotypisches und verzerrtes Bild entstand. Hambone hatte auch Einfluss auf den bekannten Bo Diddley beat.